# Sœur Aïda Yazbek
La Sœur Aïda Yazbeck (en arabe : عيدا يزبك) est une religieuse catholique qui dirige le Centre culturel Al-Mouna à N'Djaména, au Tchad. Elle travaille sur l'éducation et sur des ONG sur les conflits entre différents groupes au Tchad. En formant des personnes à la résolution de conflits, l'organisation de sœur Yazbeck entend promouvoir le respect et valoriser la paix.

## Jeunesse
Sœur Yazbeck vit d'abord au Mont Liban, dans la commune de Jdeidet El Matn, qui se situe près de Beyrouth. Avant de déménager au Tchad, Yazbeck travaille pendant vingt-deux ans dans l'enseignement universitaire et est membre actif de Caritas au Liban, où elle travaille avec des migrants palestiniens, déplacés pendant les guerres.

## Militantisme
Sœur Yazbeck travaille pour Caritas Liban pendant vingt ans, aidant les personnes déplacées par les guerres dans le sud du pays et les migrants palestiniens. Yazbeck est se dit elle-même fière d'être migrante et soutient leur intégration, décrivant le centre Al-Mouna comme un lieu qui accepte tout le monde, sans exception.
Sœur Yazbeck et sa fondation ont des partenaires en dehors du Tchad pour promouvoir la résolution de conflits. Il s'agit notamment de l'ambassade de Suisse au Tchad et du Cordoba Peace Institute (CPI) de Genève, qui contribuent à former le personnel du Centre culturel à la compréhension des conflits religieux, environnementaux et ethniques au Tchad et à leur résolution pacifique et fondée sur le respect.

### Pandémie de covid-19
En avril 2020, sœur Yazbeck réoriente le centre pour combattre la pandémie de COVID-19. Avec une centaine de bénévoles du Centre culturel, Yazbeck contribue à distribuer des solutions hydroalcooliques, des boissons et des masques faciaux aux personnes en ayant besoin à N'Djaména. De plus, Yazbeck et d'autres personnes organisent une campagne virtuelle transmettant les gestes à faire pendant la pandémie, ainsi que sur les problématiques de gestion de l'eau. Le centre Al-Mouna s'est également efforcé de former la communauté à des questions pratiques telles que la création de robinets de bouteilles en plastique, car l'eau courante n'est pas accessible à tous.
Déplorant un manque de culture du volontariat, Yazbeck déclare aussi que le gouvernement est peu impliqué par rapport au centre,.